# Scaeva
Scaeva is een geslacht van vliegen uit de familie van de zweefvliegen (Syrphidae).

## Soorten
Er zijn twee in de BeNeLux vrij algemene soorten; de witte halvemaanzweefvlieg, omdat de vlekken bij deze soort witter zijn, en de gele halvemaanzweefvlieg, die meer gele vlekken heeft. Dit verschil in kleur is het belangrijkste onderscheid tussen de soorten, maar is in het veld niet altijd duidelijk te zien vanwege een lichte overlap.
- Scaeva albomaculata (Macquart, 1842)
- Scaeva dignota (Róndani, 1857) – Zuidelijke halvemaanzweefvlieg
- Scaeva mecogramma (Bigot, 1860)
- Scaeva pyrastri (Linnaeus, 1758) – Witte halvemaanzweefvlieg
- Scaeva selenitica (Meigen, 1822) – Gele halvemaanzweefvlieg

## Kenmerken
Deze zweefvliegen worden ongeveer 11 tot 13 millimeter lang en danken de naam aan de kenmerkende, halve maan-vormige vlekken op het achterlijf, in twee rijen van drie aan weerszijden van het achterlijf. De rest van het achterlijf is donkerbruin tot bijna zwart en de onderzijde is geel en vrij plat van vorm. Vanwege de tekening doet de zweefvlieg denken aan een wesp, zodat vogels en andere predatoren weleens in de war raken (mimicry), maar het lichaam is veel kleiner en dunner. Het borststuk is bruin en sterk behaard en vooral rond de ogen is een dichte beharing aanwezig. De bovenzijde van het borststuk is niet behaard, en glanzend.

## Voedsel
Het voedsel bestaat uit nectar en stuifmeel. De vliegen zijn vaak op bloemen te zien, en spelen een rol in de bestuiving ervan. De larve eet 's nachts grote hoeveelheden bladluizen. Hij lijkt op een groene platworm, heeft een plat, pootloos en worm-achtig lichaam, en een lichtgroene kleur. De larve is erg gevoelig voor pesticiden. De pop lijkt enigszins op een bruine druppel en is voornamelijk op de onderzijde van bladeren te vinden.

## Verspreiding en habitat
De twee algemeenste soorten komen in grote delen van Europa voor, ook in Nederland en België. Geliefd zijn graslanden en akkers en hooiland met veel bloemen, maar ook bloemenrijke tuinen en parken hebben een grote aantrekkingskracht op deze zweefvliegen.

## Beelden

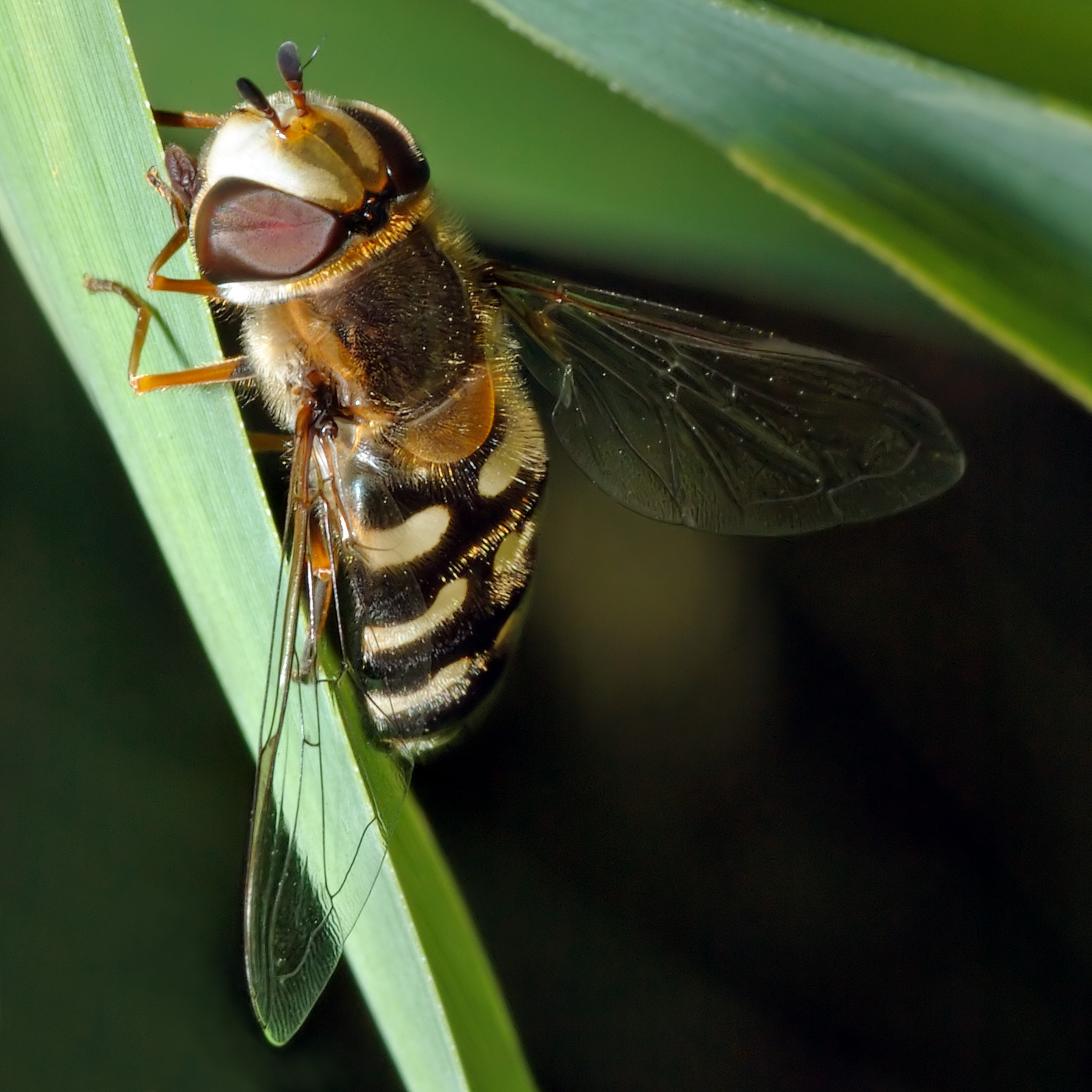
Witte halvemaanzweefvlieg
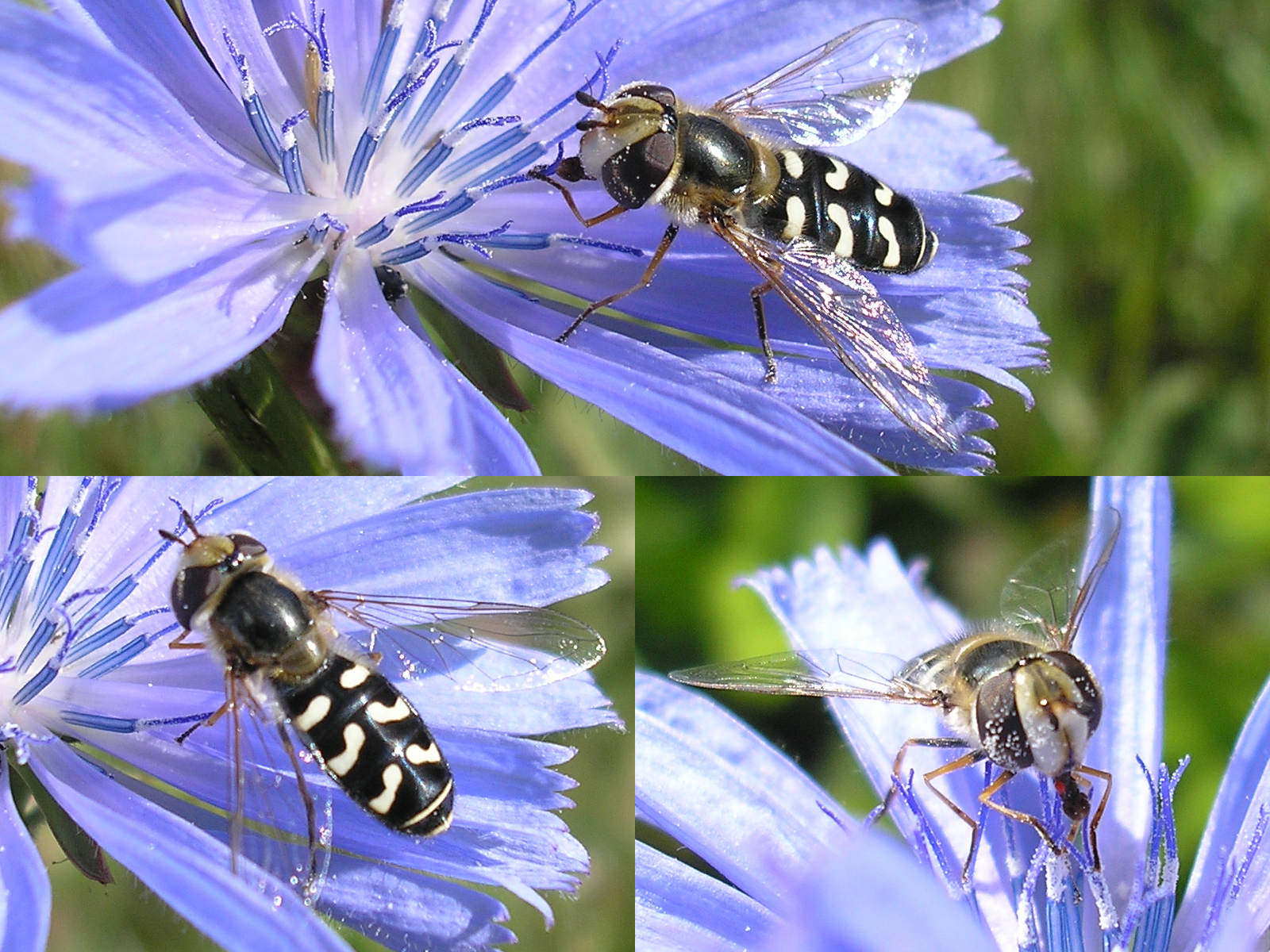
Scaeva pyrastri – diverse aanzichten
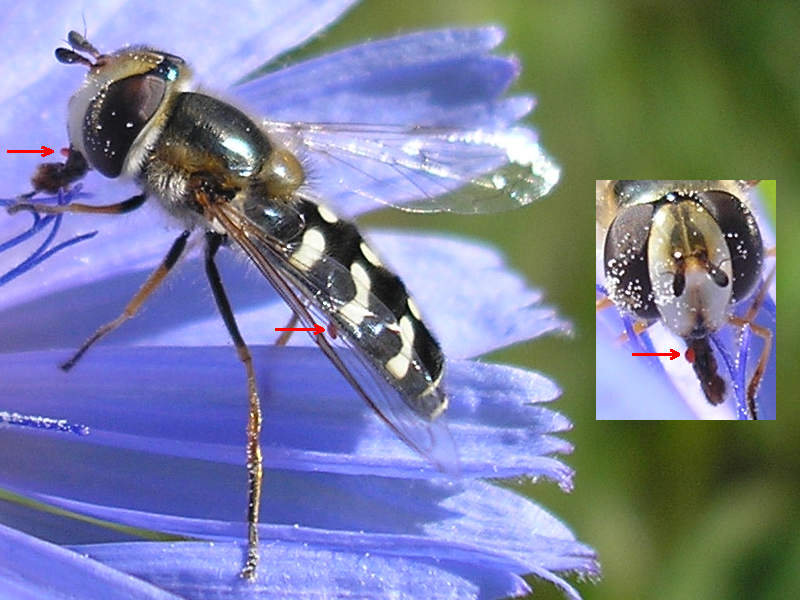
Met parasitaire mijtenlarven